# Discografia de Jessie J
A seguir apresenta-se a discografia de Jessie J, uma cantora britânica de música pop. Ela consiste em quatro álbum de estúdio, um extended play (que também foi seu primeiro álbum ao vivo), dezenove singles (incluindo cinco promocionais e quatro como artista convidada), e vinte um vídeos musicais. Jessie J assinou com a Gut Records, gravando um álbum para a editora, mas a empresa faliu antes que qualquer material fosse lançado. Então, ela encontrou o sucesso como compositora, ganhando um contrato com a Sony ATV, e escrevendo letras para artistas como Chris Brown, Rihanna, Britney Spears, Miley Cyrus e Justin Timberlake. Em 2008, ela assinou com a Lava Records, juntamente com  várias outras editoras subsidiárias interessadas na artista. Mais tarde esse ano, houve uma mudança na direção da Crown Music, o que permitiu o avanço das negociações do contrato de gravação. Jessie acabou por assinar com a Lava Records em parceria com a Universal Republic Records, subsidiária da Universal Music Group.
Jessie J lançou o seu single de estreia, "Do It Like a Dude", no Reino Unido em Novembro de 2010, tendo mais tarde atingido um pico de número dois na UK Singles Chart e de número oito na Nova Zelândia. O seu single subsequente, "Price Tag", que contou com participação vocal do rapper B.o.B, foi lançado no fim de Janeiro de 2011 e alcançou o primeiro posto no Reino Unido, posição que ocupou por duas semanas. A canção também alcançou o número um na França, na Irlanda e na Nova Zelândia, e posicionou-se dentro dos três primeiros lugares na Austrália, na Alemanha e nos Países Baixos. Nos Estados Unidos, "Price Tag" atingiu o seu pico no número 23 da Billboard Hot 100. O álbum de estreia de Jessie J, Who You Are, foi lançado em Fevereiro de 2011 e alcançou o número dois no Reino Unido, o número quatro na Austrália, na Irlanda e na Nova Zelândia, o número seis no Canadá, e o número onze nos Estados Unidos. Após vender mais de um milhão de unidades no Reino Unido, Who You Are recebeu o certificado de disco de platina triplo pela British Phonographic Industry (BPI). O terceiro single do álbum, "Nobody's Perfect", teve um desempenho gráfico relativamente inferior ao do seu antecessor, tendo atingido a nona posição no Reino Unido e na Austrália e a décima na Nova Zelândia. "Who's Laughing Now", o quarto single, atingiu o seu pico no número dezesseis no Reino Unido e no número 28 na Irlanda, tornando-se no single com menos sucesso de Who You Are. O quinto single, "Who You Are", foi uma melhoria em desempenho gráfico, uma vez que atingiu o seu pico no número oito no Reino Unido e no número 23 na Irlanda. O sexto single, "Domino", tornou-se no segundo sucesso do álbum, tendo alcançado o primeiro posto no Reino Unido e na Irlanda, o terceiro na Nova Zelândia e o sexto nos EUA. Além disso, recebeu o certificado de disco de platina triplo pela Australian Recording Industry Association (ARIA), pelas boas vendas que registou na Austrália, onde alcançou o número cinco. O sétimo e último single, "LaserLight", lançado em Janeiro de 2012, alcançou o pico de número cinco no Reino Unido e de número nove na Irlanda. Mais tarde em 2012, Jessie J gravou a canção "Silver Lining (Crazy 'Bout You)" para a banda sonora do filme Silver Linings Playbook.
A campanha para o seu segundo álbum de estúdio Alive foi lançada em maio de 2013, com o lançamento mundial de "Wild". Apresentando os rappers Big Sean e Dizzee Rascal, a faixa atingiu o número cinco no Reino Unido e o número seis na Austrália. Um segundo single - "It's My Party" - antecedeu o lançamento do álbum em 15 de setembro. "Alive" foi lançado em 20 de setembro de 2013. O terceiro e último single, "Thunder", foi lançado em 8 de dezembro de 2013 e chegou a 18 no Reino Unido e na Irlanda.
Jessie J também apareceu como vocalista convidada no single de James Morrison, "Up", em novembro de 2011. O single, lançado do álbum The Awakening, alcançou o número 30 no Reino Unido. Em dezembro de 2012, Jessie J apareceu no single da cantora Daley, "Remember Me"; uma faixa que atingiu o número 24 no Reino Unido. Ela também participou de "Calling All Hearts" com Robin Thicke e DJ Cassidy na primavera de 2014.
Jessie J iniciou a promoção de seu terceiro álbum com "Bang Bang", uma colaboração com Ariana Grande e Nicki Minaj. A música foi um sucesso significativo, estreando no número um no Reino Unido e alcançando o número três nos EUA. O próximo single, "Burnin' Up", teve menos sucesso que "Bang Bang", alcançando o número 86 na Billboard Hot 100 e número 100 na Canadian Hot 100. O single está entre os menos bem-sucedidos de Jessie J no Reino Unido, registrando o número 73. Em 13 de outubro de 2014, Sweet Talker foi lançado em todo o mundo.
Em 2018, Jessie J lançou seu quarto álbum  R.O.S.E. em quatro partes, disponíveis em quatro EP separados, intitulados Realisations, Obsessions, Sex, e Empowerment. Os títulos criam um acrônimo para R.O.S.E, o nome de sua mãe e sua flor favorita. Os quatro EPs foram lançados nos dias 22, 23, 24 e 25 de maio. Este álbum se afastou do gênero pop ouvido em sua música anterior, em vez de assumir um som de R&B.
Até outubro de 2015, Jessie J já havia vendido mais de 18 milhões de singles e 6,9 milhões de álbuns no mundo.

## Álbuns de estúdio
| Ano  | Detalhes do álbum | Posições nas tabelas musicais | Posições nas tabelas musicais | Posições nas tabelas musicais | Posições nas tabelas musicais | Posições nas tabelas musicais | Posições nas tabelas musicais | Posições nas tabelas musicais | Posições nas tabelas musicais | Posições nas tabelas musicais | Posições nas tabelas musicais | Vendas                                         | Certificações (limiares de vendas)                                               |
| Ano  | Detalhes do álbum | AUS                           | CAN                           | DIN                           | EUA                           | FRA                           | IRL                           | HOL                           | NZL                           | SUI                           | UK                            | Vendas                                         | Certificações (limiares de vendas)                                               |
| ---- | --- | ----------------------------- | ----------------------------- | ----------------------------- | ----------------------------- | ----------------------------- | ----------------------------- | ----------------------------- | ----------------------------- | ----------------------------- | ----------------------------- | ---------------------------------------------- | -------------------------------------------------------------------------------- |
| 2011 | Who You Are - Lançamento: 25 de fevereiro de 2011 - Gravadoras: Lava Records, Universal Republic Records - Formato(s): CD, download digital | 4                             | 6                             | 5                             | 4                             | 22                            | 4                             | 41                            | 4                             | 29                            | 2                             | - : 5,000,000 - : 1,350,000 - : 1,000,000      | - : Platina - : 4× Platina - : 2× Platina - : Platina - : 4× Platina - : Platina |
| 2013 | Alive - Lançamento: 20 de setembro de 2013 - Gravadoras: Lava Records, Universal Republic Records - Formato(s): CD, download digital        | 7                             | —                             | —                             | —                             | 104                           | 6                             | 19                            | 18                            | 15                            | 3                             | - : 213,000                                    | - : Ouro                                                                         |
| 2014 | Sweet Talker - Lançamento: 10 de outubro de 2014 - Gravadoras: Lava Records, Universal Republic Records - Formato(s): CD, download digital  | 14                            | 16                            | 26                            | 10                            | 131                           | 11                            | 19                            | 13                            | 15                            | 5                             | - : 500,000 - : 100,000 - : 140,000 - : 25,000 | - : Ouro - : Ouro                                                                |
| 2018 | R.O.S.E. - Lançamento: 22 a 25 de maio de 2018 - Gravadoras: Republic Records - Formato(s): CD, download digital                            | —                             | —                             | —                             | —                             | —                             | —                             | —                             | —                             | —                             | —                             | - : 6,000                                      |                                                                                  |
| 2018 | This Christmas Day - Lançamento: 26 de outubro de 2018 - Gravadoras: Republic Records - Formato(s): CD, download digital                    | —                             | —                             | —                             | —                             | —                             | —                             | —                             | —                             | —                             | —                             | - : 8,000                                      |                                                                                  |

## Singles

### Como artista principal
| Ano  | Canção                                                | Posições nas tabelas musicais | Posições nas tabelas musicais | Posições nas tabelas musicais | Posições nas tabelas musicais | Posições nas tabelas musicais | Posições nas tabelas musicais | Posições nas tabelas musicais | Posições nas tabelas musicais | Posições nas tabelas musicais | Posições nas tabelas musicais | Certificações (limiares de vendas) | Álbum                                                       |
| Ano  | Canção                                                | ALE                           | AUS                           | DIN                           | EUA                           | FRA                           | IRL                           | HOL                           | NZ                            | CAN                           | UK                            | Certificações (limiares de vendas) | Álbum                                                       |
| ---- | ----------------------------------------------------- | ----------------------------- | ----------------------------- | ----------------------------- | ----------------------------- | ----------------------------- | ----------------------------- | ----------------------------- | ----------------------------- | ----------------------------- | ----------------------------- | --- | ----------------------------------------------------------- |
| 2010 | "Do It Like a Dude"                                   | 41                            | 66                            | 16                            | —                             | 71                            | 11                            | 95                            | 8                             | —                             | 2                             | - : Ouro - : Platina - : 1.000.000 | Who You Are                                                 |
| 2010 | "Price Tag" (com participação de B.o.B)               | 3                             | 2                             | 14                            | 23                            | 1                             | 1                             | 2                             | 1                             | 4                             | 1                             | - : 6× Platina - : 2× Platina - : 2× Platina - : 4× Platina - : Platina - : 2× Platina - : Ouro - : Ouro - : Ouro - : Ouro - : 5.000.000 | Who You Are                                                 |
| 2011 | "Nobody's Perfect"                                    | 48                            | 9                             | 27                            | —                             | —                             | 14                            | 34                            | 10                            | —                             | 9                             | - : 2× Platina - : Prata - : Ouro - : 700.000                                                                                            | Who You Are                                                 |
| 2011 | "Who's Laughing Now"                                  | —                             | —                             | —                             | —                             | —                             | 28                            | —                             | —                             | —                             | 16                            | - : Prata - : 400.000 | Who You Are                                                 |
| 2011 | "Domino"                                              | 22                            | 5                             | 22                            | 6                             | 16                            | 1                             | 11                            | 3                             | 7                             | 1                             | - : 4× Platina - : 2× Platina - : 2× Platina - : Platina - : Platina - : Platina - : Ouro - : Ouro - : 4.500.000                         | Who You Are                                                 |
| 2011 | "Who You Are"                                         | —                             | 86                            | —                             | —                             | —                             | 23                            | —                             | —                             | 85                            | 8                             | - : Prata - : Ouro - : WW = 700.000 | Who You Are                                                 |
| 2012 | "LaserLight" (com participação de David Guetta)       | 5                             | 48                            | —                             | —                             | —                             | 14                            | —                             | 19                            | —                             | 5                             | - : Prata - : 300.000 | Who You Are                                                 |
| 2012 | "Silver Lining (Crazy 'Bout You)"                     | 66                            | —                             | —                             | —                             | —                             | —                             | —                             | —                             | —                             | 100                           | - : 116.000 | Silver Linings Playbook: Original Motion Picture Soundtrack |
| 2013 | "Wild" (com participação de Big Sean & Dizzee Rascal) | —                             | 6                             | 16                            | —                             | 160                           | 23                            | 63                            | 27                            | —                             | 5                             | - : 2× Platina - : Ouro - : Ouro - : 800.000                                                                                             | Alive                                                       |
| 2013 | "It's My Party"                                       | —                             | 12                            | —                             | —                             | —                             | 12                            | —                             | —                             | —                             | 3                             | - : Platina - : Prata Prata - : 400.000                                                                                                  | Alive                                                       |
| 2013 | "Thunder"                                             | —                             | 100                           | —                             | —                             | —                             | 55                            | —                             | —                             | —                             | 18                            | - : 200.000 | Alive                                                       |
| 2014 | "Bang Bang" (dueto com Jessie J e Nicki Minaj)        | 3                             | 7                             | 3                             | 3                             | 4                             | 59                            | 1                             | 40                            | 25                            | 1                             | - : 6× Platina - : 3× Platina - : 3× Platina - : 2× Platina - : 2× Platina - : Platina - : 6.500.000                                     | Sweet Talker                                                |
| 2014 | "Burnin' Up"                                          | —                             | 63                            | —                             | 86                            | —                             | —                             | —                             | —                             | 100                           | 73                            | - : Ouro - : 500.000 | Sweet Talker                                                |
| 2015 | "Masterpiece"                                         | 10                            | 14                            | —                             | 65                            | —                             | —                             | —                             | 13                            | 74                            | 159                           | - : Platina - : Ouro - : Ouro - : 700.000                                                                                                | Sweet Talker                                                |
| 2015 | "Flashlight"                                          | 38                            | 2                             | —                             | 61                            | 89                            | 31                            | 55                            | 7                             | 57                            | 13                            | - : Prata - : Platina - : Ouro - : 1.100.000                                                                                             | Pitch Perfect 2                                             |
| 2017 | "Real Deal"                                           | —                             | —                             | —                             | —                             | —                             | —                             | —                             | —                             | —                             | —                             | — | R.O.S.E.                                                    |
| 2017 | "Think About That"                                    | —                             | —                             | —                             | —                             | —                             | —                             | —                             | —                             | —                             | —                             | — | R.O.S.E.                                                    |
| 2017 | "Not My Ex"                                           | —                             | —                             | —                             | —                             | —                             | —                             | —                             | —                             | —                             | —                             | — | R.O.S.E.                                                    |
| 2017 | "Queen"                                               | —                             | —                             | —                             | —                             | —                             | —                             | —                             | —                             | —                             | —                             | — | R.O.S.E.                                                    |

### Como artista convidada
| Ano  | Canção                                               | Melhores posições nas tabelas | Álbum                |
| Ano  | Canção                                               | UK                            | Álbum                |
| ---- | ---------------------------------------------------- | ----------------------------- | -------------------- |
| 2011 | "Up" (James Morrison com participação de Jessie J)   | 95                            | The Awakening        |
| 2011 | "Repeat" (David Guetta com participação de Jessie J) | 108                           | Nothing But the Beat |
| 2012 | "Remember Me" (Daley com participação de Jessie J)   | 24                            | Alone Together       |

### Singlespromocionais
| Ano  | Canção             | Álbum       |
| ---- | ------------------ | ----------- |
| 2011 | "Casualty of Love" | Who You Are |

### Outras canções que entraram nas tabelas
| Ano  | Canção                                     | Posições nas tabelas musicais | Álbum                       |
| Ano  | Canção                                     | RU                            | Álbum                       |
| ---- | ------------------------------------------ | ----------------------------- | --------------------------- |
| 2011 | "Abracadabra"                              | 106                           | Who You Are                 |
| 2011 | "Mamma Knows Best"                         | 139                           | Who You Are                 |
| 2011 | "Rainbow"                                  | 158                           | Who You Are                 |
| 2011 | "Stand Up"                                 | 186                           | Who You Are                 |
| 2011 | "My Shadow"                                | 188                           | Who You Are                 |
| 2012 | "We Will Rock You" feat. Queen             | 107                           | A Symphony of British Music |
| 2013 | "We Don't Play Around" feat. Dizzee Rascal | -                             | The Fifth                   |

## Bandas sonoras
| Ano  | Canção                            | Filme                                                       |
| ---- | --------------------------------- | ----------------------------------------------------------- |
| 2010 | "Sexy Silk"                       | Easy A                                                      |
| 2010 | "Who You Are"                     | Demons Never Die                                            |
| 2011 | "Who You Are"                     | Step Up 3D                                                  |
| 2012 | "Silver Lining (Crazy 'Bout You)" | Silver Linings Playbook: Original Motion Picture Soundtrack |
| 2012 | "Domino"                          | StreetDance 2                                               |
| 2013 | "Hero"                            | Kick-Ass 2                                                  |
| 2013 | "Magnetic"                        | Os Instrumentos Mortais: Cidade dos Ossos                   |

## Vídeos musicais

### Como artista principal
| Canção                                         | Ano  | Diretor(es)                       |
| ---------------------------------------------- | ---- | --------------------------------- |
| "Do It Like a Dude"                            | 2010 | Emil Nava                         |
| "Price Tag" (featuring B.o.B)                  | 2011 | Emil Nava                         |
| "Nobody's Perfect"                             | 2011 | Emil Nava                         |
| "Who's Laughing Now"                           | 2011 | Emil Nava                         |
| "Who You Are"                                  | 2011 | Emil Nava                         |
| "Domino"                                       | 2011 | Ray Kay                           |
| "LaserLight" (featuring David Guetta)          | 2012 | Emil Nava                         |
| "Silver Living (Crazy 'Bout You)"              | 2012 | Andrew Logan                      |
| "Wild" (featuring Big Sean & Dizzee Rascal)    | 2013 | Emil Nava                         |
| "It's My Party"                                | 2013 | Emil Nava                         |
| "Thunder"                                      | 2013 | Emil Nava                         |
| "Bang Bang" (with Ariana Grande & Nicki Minaj) | 2014 | Hannah Lux Davis                  |
| "Burnin' Up" (featuring 2 Chainz)              | 2014 | Hannah Lux Davis                  |
| "Masterpiece"                                  | 2014 | Tabitha Denholm                   |
| "Flashlight"                                   | 2015 | Hannah Lux Davis                  |
| "Can't Take My Eyes Off You"                   | 2016 | Rankin                            |
| "Real Deal" (lyric)                            | 2017 | Jake Stark                        |
| "Think About That"                             | 2017 | Erik Rojas, Brian Ziff & Jessie J |
| "Not My Ex"                                    | 2017 | Brian Ziff                        |
| "Queen" (acústico)                             | 2018 | Allie Snow                        |
| "Queen"                                        | 2018 | Marc Klasfeld                     |

### Como artista convidada
| Canção                                                              | Ano  | Diretor(es)  |
| ------------------------------------------------------------------- | ---- | ------------ |
| "Up" (James Morrison featuring Jessie J)                            | 2011 | Phil Griffin |
| "Remember Me" (Daley featuring Jessie J)                            | 2012 | Ethan Lader  |
| "Calling All Hearts" (DJ Cassidy featuring Robin Thicke & Jessie J) | 2014 | Director X   |

## Composição
| Ano  | Canção                 | Artista       | Álbum                 |
| ---- | ---------------------- | ------------- | --------------------- |
| 2009 | "Party in the U.S.A."  | Miley Cyrus   | The Time of Our Lives |
| 2009 | "Owe It All to You"    | Lisa Lois     | Smoke                 |
| 2009 | "Move"                 | Lisa Lois     | Smoke                 |
| 2009 | "I Need This"          | Chris Brown   | Graffiti              |
| 2011 | "V.I.P."               | Koda Kumi     | JAPONESQUE            |
| 2011 | "Repeat"               | David Guetta  | Nothing but the Beat  |
| 2013 | "We Don't Play Around" | Dizzee Rascal | The Fifth             |